# Richard Westfall
Richard S. Westfall (Fort Collins, 22 de abril de 1924 — Bloomington (Indiana), 21 de agosto de 1996) foi um biógrafo e historiador da ciência estadunidense.
É mais conhecido por sua biografia de Isaac Newton e por sua obra sobre a revolução científica do século XVII.

## Vida
Nascido em Fort Collins, Colorado, Westfall concluiu o ensino médio em 1942 e matriculou-se na Universidade Yale, interrompendo os estudos durante dois anos em serviço na Segunda Guerra Mundial, retornando à universidade e graduando-se como Bachelor of Arts (B.A.) em 1948. Em seguida obteve o mestrado (M.A.) e o doutorado (Ph.D.), ambos também em Yale, com a tese Science and Religion in Seventeenth Century England. Esta obra é a origem de seu interesse ininterrupto pela história da ciência e sua relação com a religião.
Westfall foi professor de história em diversas universidades durante as décadas de 1950 e 1960: Instituto de Tecnologia da Califórnia (1952–1953), Universidade de Iowa (1953–1957) e Grinnell College (1957–1963). Começou a lecionar na Universidade de Indiana em 1963, galgando todos os postos da faculdade até aposentar-se em 1989 como Distinguished Professor Emeritus. Faleceu em 1996 com 72 anos de idade.

## Obras
Em 1980 Westfall publicou uma biografia de Isaac Newton, Never at Rest, aclamada como "a" biografia definitiva de Newton. Westfall considerava Newton impulsivo, neurótico e frequentemente vingativo e mal-humorado. Apesar destes defeitos, Westfall classificou Newton como o homem mais importante na história da civilização da Europa Ocidental. Em 1993 Westfall publicou uma versão condensada e simplificada da biografia de Newton, The Life of Isaac Newton, em português A Vida de Isaac Newton.
Westfall publicou outros livros sobre a história da ciência, incluindo:
- The Construction of Modern Science: Mechanism and Mechanics, 1971
- Force in Newton's Physics: the Science of Dynamics in the Seventeenth Century, 1971
- Essays on the Trial of Galileo, 1989.

No ocaso de sua vida construiu um banco de dados com informações sobre a vida e carreira de mais de 600 cientistas do início da era moderna, o seu Catalog of the Scientific Community in the 16th and 17th Centuries, que disponibilizou para outros pesquisadores.

## Reconhecimento e condecorações
Westfall recebeu diversos prêmios, sendo notáveis sua eleição como membro da Academia de Artes e Ciências dos Estados Unidos e da Royal Society of Literature, e a Medalha George Sarton da History of Science Society.